# Hamburg (hrabstwo Marathon)
Hamburg – miasto w Stanach Zjednoczonych, w stanie Wisconsin, w hrabstwie Marathon.